# Károly Varga
Károly Varga (Budapest, 28 settembre 1955) è un ex tiratore a segno ungherese.

## Palmarès

### Olimpiadi
- 1 medaglia:
  - 1 oro (Mosca 1980 nella carabina 50 metri a terra)